# Юрьевский сельский совет (Царичанский район)
Юрьевский сельский совет (укр. Юр'ївська сільська рада) — входит в состав
Царичанского района Днепропетровской области Украины.
Административный центр сельского совета находится в селе Юрьевка.

## Населённые пункты совета
- с. Юрьевка
- с. Ненадовка
- с. Преображенка
- с. Семёновка

## Ликвидированные населённые пункты совета
- с. Кирилловка